# Курбатов Сергій Володимирович
Курба́тов Сергі́й Володи́мирович (29 серпня 1971, Суми, УРСР, СРСР - 2 червня 2023, Київ, Україна ) — київський, український і європейський дослідник університетської освіти, філософ та культуролог, доктор філософських наук, головний науковий співробітник Інституту вищої освіти НАПН України, радник президії НАПН України, заступник голови Національного агентства із забезпечення якості вищої освіти (2016-2017). Науковий консультант в процесі захисту докторської дисертації відомий український вчений, суспільний і державний діяч Василь Григорович Кремінь. Один з учнів, наслідників і спадкоємців видатного київського і українського філософа кінця радянської і початку сучасної епохи С.Б.Кримського, приймав посильну, активну участь у збереженні і популяризації його спадщини.

## Життєпис
Народився 29 серпня 1971 р. у місті Суми у родині інженерів Володимира Миколайовича і Ольги Вікторівни Курбатових.
Навчався у сумський середній школі № 8 з поглибленим вивченням іноземної мови, яку закінчив зі срібною медаллю у 1988 році.
У 1994 р. закінчив з відзнакою історичний факультет Сумського державного педагогічного інституту ім. А. С. Макаренка за спеціальностями «Історія і методика виховної роботи» та «Англійська мова».
У 1994—1996 рр. працював асистентом кафедри етики, естетики та історії світової та вітчизняної культури Сумського державного педагогічного університету ім. А. С. Макаренка та вчителем історії та правознавства класичної гімназії (м. Суми).
У 1996—1999 рр. — аспірант Київського національного університету ім. Т. Г. Шевченка.
У 2000—2001 рр. — начальник відділу міжнародних зв'язків Української академії банківської справи (м. Суми).
У 2001—2002 рр. — заступник директора сумської філії МАУП.
У 2002—2004 рр. — старший викладач, доцент кафедри філософії Сумського державного університету.
У 2002 році захистив у Київському національному університеті ім. Т. Г. Шевченка дисертацію «Історичний час як детермінанта творчого процесу» на здобуття наукового ступеня кандидата філософських наук за спеціальністю 09.00.08 «Естетика».
У 2004—2007 рр. працював доцентом кафедри соціології Гуманітарного інституту Національного авіаційного університету, був також координатором по роботі з міжнародними та іноземними організаціями Координаційного центру англомовної освіти НАУ.
У 2007—2010 рр. докторант Інституту вищої освіти НАПН України.
З 2010 р. старший науковий співробітник, завідувач відділу, головний науковий співробітник Інституту вищої освіти НАПН України.
У 2011—2013 рр. як запрошений науковий співробітник проходив стажування в Університеті Уппсали, Швеція.
З 2013 р. афілійований науковий співробітник Інституту російських та євразійських досліджень Університету Уппсали, Швеція.
Є випускником програм академічних обмінів, що фінансуються Державним департаментом США — Регіональної програми обміну науковцями (RSEP), 1999, Державний університет Колорадо, США; а також Програми розвитку молодих викладачів університетів (JFDP), 2003—2004, Університет Браун, США.
Експерт-аудитор Наглядової ради IREG в галузі академічних рейтингів та якості (Бельгія) та заступником головного редактора журналу «Філософія освіти» (Україна).
У 2015 р. захистив дисертацію «Феномен університету в контексті глобальних трансформацій» на здобуття наукового ступеня доктора філософських наук за спеціальністю 09.00.10 — філософія освіти.
Автор двох монографій, п'яти розділів в колективних монографіях і понад 140 наукових публікацій, в тому числі англійською мовою у академічних виданнях Естонії, Іспанії, Латвії, Польщі, Румунії, Словаччини, Швеції, Фінляндії та інших країн. Брав участь у престижних міжнародних конференціях, зокрема Всесвітньому соціологічному конгресі (2014 р Йокогама, Японія); Щорічній конференції Британської асоціації східноєвропейських досліджень (2012 р. та 2015 р. Кембридж, Велика Британія) та інших.
Є членом Всесвітньої організації хайку (WHA), переможець та дипломант міжнародних конкурсів хайку, роботи перекладено англійською, болгарською, литовською, сербською та японською мовами.
Постійний автор тижневика «Дзеркало тижня».

## Праці
- Курбатов, Сергій Володимирович. Феномен університету в контексті часових та просторових викликів: монографія / С. Курбатов. — Суми: Університетська книга, 2014. — 262 с.;
- Курбатов Сергей Владимирович Паломничество в страну слова: стихи, эссе, хайку / С. Курбатов. — Суми: Сумський державний університет, 2013. — 112 с.;
- Курбатов, Сергій Володимирович. Історичний час як детермінанта творчого процесу. / С. Курбатов. – К.: Інформ. системи, 2009. — 172 с.
- Kurbatov, Sergiy , Yurieva Iryna. Higher Education Systems and Institutions, Ukraine // Encyclopedia of International Higher Education Systems and Institutions. Edited by J.C. Shin, P. Teixeira. Springer Science+Business Media Dordrecht, 2018. – P. 1-10.
- Kurbatov, Sergiy. External quality assurance system in Ukrainian higher education: historical background and development opportunities / Sergiy Kurbatov // Higher Education in Ukraine: Agenda for Reforms . – Konrad Adenauer Stiftung, 2017. – P. 35-41.
- Kurbatov, Sergiy. Instrument of Improvement or Degradation: Contemporary University Rankings and Their Problems / S. Kurbatov // Business Ethics and Leadership. – № 4. – 2017. –  Р.102-106 .
- Kurbatov, Sergiy The Philosophical Discourse of Education in the Works of Vasyl Kremen // Pedagogika Filozoficzna. No 1, 2015. — P. 81-85.
- Kurbatov, Sergiy University Rankings and their Influence on Contemporary Academic Policy // Annales Scientia Politica, Vol. 4, No. 2, 2015. — P. 75 — 79.
- Kurbatov, Sergiy The Mission of Contemporary University Through the Lenses of Time and Space // Вісник Харківського національного педагогічного університету ім. Г. С. Сковороди: Філософія. Вип. 44, 2015. — C. 176—184.
- Kurbatov, Sergiy Before Massification: Access to University Education in Soviet Ukraine in the 1950s-1980s// International Review of Social Research, vol. 4(2), 2014.- P. 75-86.
- Kurbatov, Sergiy University Rankings and the Problem of Competitiveness of National Universities of Post-Soviet Countries in Global Educational Space: the Case of Ukraine // Evaluation in Higher Education. — 2012- #6(2)- P. 59-75.
- Kurbatov, Sergiy University rankings as tool for reformation of university education in Ukraine // Proceedings of ICERI 2011 Conference, November, 14-16, 2011, Madrid, Spain ISBN 978-84-615-3324-4. — P. 004693-004699.
- Курбатов, Сергій Формування еліти: в пошуках адекватних освітніх практик // Еліта: витоки, сутність, перспективи / За редакцією В. Г. Кременя. — К.: Т-во «Знання» України, 2011. — C.165-210.
- Kurbatov, Sergiy The Transformation of the Nature of Knowledge in Post-Industrial Society: Toward the New Paradigm of Education? // Proceedings of International Conference on Education and New Learning Technologies. 5th -7th July, 2010, Barcelona, Spain. — P. 403—407.
- Курбатов, Сергій Освітні інновації: контури майбутнього// Феномен інновацій: освіта, суспільство, культура: монографія за ред. В. Г. Кременя. — К.: Педагогічна думка, 2008. — C. 265—304.
- Курбатов, Сергей Сократ и Гамлет: культурные парадигмы смерти // Человек. — 2004. — № 1. — С. 43-48.